# Macedoniërs (Grieken)

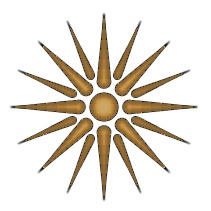
De zon van Vergina, een symbool dat wijd door Griekse Macedoniërs, zowel in België als in de diaspora wordt gebruikt.

Vlag van Grieks-Macedonië

De Macedoniërs (alternatieve namen: Griekse Macedoniërs of Macedonische Grieken) is de term waaronder etnische Grieken uit Macedonië, in het bijzonder Grieks Macedonië, bekend zijn. In Griekse historische literatuur, worden zij vaak aangeduid als Makedones (Grieks: Μακεδόνες, Macedoniërs).
De Macedoniërs (Griekse) vormen de overgrote meerderheid van de bevolking van het Griekse gebied van Macedonië. De telling van 2001 voor de totale bevolking van het gebied van Macedonië in Griekenland bedraagt 2.625.681.

## Achtergrond
Tijdens de Ottomaanse overheersing van Macedonië vormden Macedonische Grieken naar verluidt in zowel de 19e eeuw als de vroege 20e eeuw de meerderheid van de christelijke bevolking in de vilayets van Selânik (Thessaloniki) en Manastır (Bitola). Ongeveer 100.000 Grieken werden geregistreerd in de telling van 1941 van het door de As bezette Joegoslavië.
Vele Macedonische Grieken zijn naar Australië geëmigreerd, meestal van Florina, Kastoria en Kozani, hoofdzakelijk tussen de jaren 1924 - 1974. Er wordt gemeld dat de Griekse Macedonische gemeenschap in Melbourne in conflict was met de Slavisch Macedonische gemeenschap over het gebruik van culturele symbolen, zoals de Zon (Vergina), die door beide groepen wordt gebruikt. Dergelijke incidenten intensiveerden tijdens de jaren 1992 - 1995 toen geschil over de naam tussen Griekenland en het Slavische buurland Macedonië net was begonnen.

## Zelfbeschikking
Volgens diverse openbare manifestaties in Griekenland en de Griekse diaspora, hebben de Macedoniërs een sterke regionale identiteit. Dit werd benadrukt door de minister-president van Griekenland, Kostas Karamanlis, die in januari 2007 tijdens een vergadering van de Raad van Europa in Straatsburg verklaarde dat:

Ik ben zelf Macedoniër, en nog eens twee en een half miljoen van de Grieken zijn Macedoniërs.

Onder de gelijkaardige termen vallen Pontische Grieken of Pontiërs (Grieken van Pontus) en Griekse Epiroten of Epirotes (Grieken van Epirus).
Er wordt gemeld dat Bulgaren en Aroemenen van Macedonië de term "Macedoniër" op dezelfde manier gebruiken, om eerder aardrijkskunde dan het behoren tot een bepaald volk aan te duiden.

## Slavische Macedoniërs
De etnisch Griekse Macedoniërs moeten niet verward worden met de Slavische Macedoniërs, die vooral in het Slavische buurland Noord-Macedonië wonen.

## Migrantenorganisaties van Macedoniërs
- Het Macedonische Informatiecentrum
- Pan-Macedonische Vereniging van de V.S.
- Pan-Macedonische Vereniging van Canada
- Pan-Macedonische Vereniging van Groot-Brittannië
- Pan-Macedonische Vereniging van de stad Chania in Kreta, Griekenland
- Griekse Macedoniërs van Noord-Duitsland
- Vereniging van Macedoniërs in België

## Boeken
- Peter Mackridge, Eleni Yannakakis, eds., Ourselves and Others: The Development of a Greek Macedonian Cultural Identity since 1912, 1997, ISBN 1-85973-133-3.